# Liophis dorsocorallinus
Liophis dorsocorallinus este o specie de șerpi din genul Liophis, familia Colubridae, descrisă de Esqueda, Natera, La Marca și Ilija-fistar în anul 2000. Conform Catalogue of Life specia Liophis dorsocorallinus nu are subspecii cunoscute.